# Vassili Iemeline
Pour les articles homonymes, voir Iemeline.
Vassili Vladimirovitch Iemeline ou Yemeline est un joueur d'échecs et un entraîneur d'échecs russe né le 1er février 1976 à Leningrad (Saint-Pétersbourg) en Union Soviétique.
Au 1er février 2021, il est le 89e joueur russe avec un classement Elo de 2 527 points.

## Biographie et carrière
Grand maître international depuis 1994, Vassili Iemeline a remporté trois fois le championnat d'échecs de Saint-Pétersbourg (en 1993, 2002 et 2011). Il remporta l'open de Rijeka 2002.
Il finit 2e-5e ex æquo du championnat de Russie d'échecs en 2002
En 2007, il finit 1er-2e ex æquo de l'open de Moscou avec 7,5  points sur  9 (deuxième au départage) et  1er-5e ex  æquo de l'Open de Cappelle-la-Grande avec 7 points sur 9 (victoire de Wang Yue au départage). En 2009, il fut premier ex æquo du tournoi rapide mémorial Paul Keres à Tallinn.
Il représenta la Russie lors des olympiades de 1994 et 1998. Il marqua 4,5 points sur 6 au deuxième échiquier de réserve de l'équipe de Russie B qui remporta la médaille de bronze par équipe lors de l'Olympiade d'échecs de 1994 ; en 1998, il marqua 4,5 points sur 7 au premier échiquier de réserve de l'équipe  B qui finit huitième. En 2001 et 2003, il remporta une médaille d'or individuelle à la Coupe d'Europe des clubs d'échecs.